# Politieke Uitvoerende Comité van de Roemeense Communistische Partij

Logo van de Roemeense Communistische Partij

Het Politieke Uitvoerende Comité van de Roemeense Communistische Partij (Roemeens: Comitetul Politic Executiv al Partidului Comunist Român, Afk.: Polexco of CPEx) werd in 1965 geïntroduceerd als nieuw uitvoerend orgaan van de PCR. Het verving het politbureau. Qua functies was het aan dit laatste orgaan vrijwel gelijk. Het Politieke Uitvoerde Comité werd door het Centraal Comité gekozen en bestuurde de partij tussen de plenaire zittingen van het Centraal Comité. Formeel was het Permanente Uitvoerende Comité verantwoording schuldig aan het Centraal Comité. Het Politieke Uitvoerende Comité telde in 1988 20 leden en 24 kandidaatsleden.
Het Politieke Uitvoerende Comité kende nog een inner circle of presidium, het 7-koppige (1989) Permanente Bureau van het Politieke Uitvoerende Comité. Hiertoe behoorden o.a. staatspresident Nicolae Ceaușescu (tevens secretaris-generaal van de PCR) en vicepresident Elena Ceaușescu.